# Jason Broyles
Jason Broyles est un catcheur américain plus connu sous le nom de EZ Money, il a catché à la Extreme Championship Wrestling, la World Championship Wrestling et la Total Nonstop Action Wrestling.

## Carrière

### Extreme Championship Wrestling
Le 8 juillet 2000 à la ECW Arena, EZ Money bat Kid Kash. Il participe au ECW Tag-Team Title Tournament le 25 août 2000 avec Julio Dinero, ils battent Christian York & Joey Matthews, mais perdent face à Yoshihiro Tajiri & Mikey Whipwreck.A ECW Anarchy Rulz 2000, EZ Money est battu par Kid Kash. A ECW Guilty As Charged 2001, EZ Money & Julio Dinero essaient de s'emparer des titres de ECW Tag Champion face à Danny Doring & Roadkill.

### World Championship Wrestling
En 2001, il quitte la ECW et rejoint la WCW, il catche alors dans la division cruserweight. Ils participent au tournoi WCW Cruiserweight Tag-Team, de février à mars 2001, Jason B & Scotty O perdent au premier tour face à Evan Karagias & Shannon Moore. Elix Skipper & Kid Romeo remportent le tournoi. A WCW Greed en mars 2001, Jason Jett bat Kwee Wee. En mars 2001, la WWE rachète la WCW, Broyles rejoint alors le circuit indépendant.

### Total Nonstop Action Wrestling
À la fin de l'année 2002, il rejoint la Total Nonstop Action Wrestling. Le 4 décembre 2002, EZ Money remporte le "Double Elimination X Division" Match face à AJ Styles, Joel Maximo & Kid Kash. Le 17 décembre, EZ Money perd dans un  "Three-Way" Match pour le titre de la X Division Champ, remporté par Sonny Siaki avec comme autre participant Jerry Lynn.

### Ring of Honor
A  Night of the Butcher, le 7 décembre 2002, EZ Money perd en semi-finals pour devenir le #1 challenger au Trophy Tournament. Paul London remporte le trophée.

### Circuit indépendant
Il participe au MLW King of Kings le 20 décembre 2002,  en faisant équipe sous le nom de Hot Commodity avec Julio Dinero en battant Katsushi Takemura & Nosawa.

## Palmarès et accomplissements
- Power Slam
  - PS 50 : 2001/45.

- Pro Wrestling Illustrated
  - Classé 164e des 500 meilleurs catcheurs en 2002

- Heartland Wrestling Association 
  - HWA Heavyweight Championship (2 fois)

- Rocky Top Wrestling 
  - RTW Tag Team Championship (1 fois)

- Turnbuckle Championship Wrestling 
  - TCW Heavyweight Championship (1 fois)